# 山田博
山田 博（やまだ ひろし、1932年5月30日 - ）は、日本の裁判官、弁護士。家庭裁判所調査官研修所長や、最高裁判所事務総局家庭局長、京都家庭裁判所長、浦和家庭裁判所長を歴任した。

## 人物・経歴
神奈川県生まれ。1955年名古屋大学法学部卒業。1963年裁判官任官、大阪地方裁判所判事補。家庭裁判所調査官研修所教官、最高裁判所事務総局家庭局付、最高裁判所事務総局家庭局第三課長、最高裁判所事務総局家庭局第一課長、東京家庭裁判所部総括判事、東京地方裁判所部総括判事、家庭裁判所調査官研修所長、最高裁判所事務総局家庭局長、京都家庭裁判所長等を経て、浦和家庭裁判所長を最後に依願退官し、1997年日本大学教授に就任。のち、弁護士、家庭問題情報センター理事長を歴任。2002年勲二等瑞宝章受章。

## 著書
- 『家裁に来た人びと』（監修）日本評論社 2002年